# Естервеген
Естервеген (нім. Esterwegen) — громада в Німеччині, розташована в землі Нижня Саксонія. Входить до складу району Емсланд. Складова частина об'єднання громад Нордгюммлінг.
Площа — 49,53 км2. Населення становить 5401 ос. (станом на 31 грудня 2021).

## Галерея

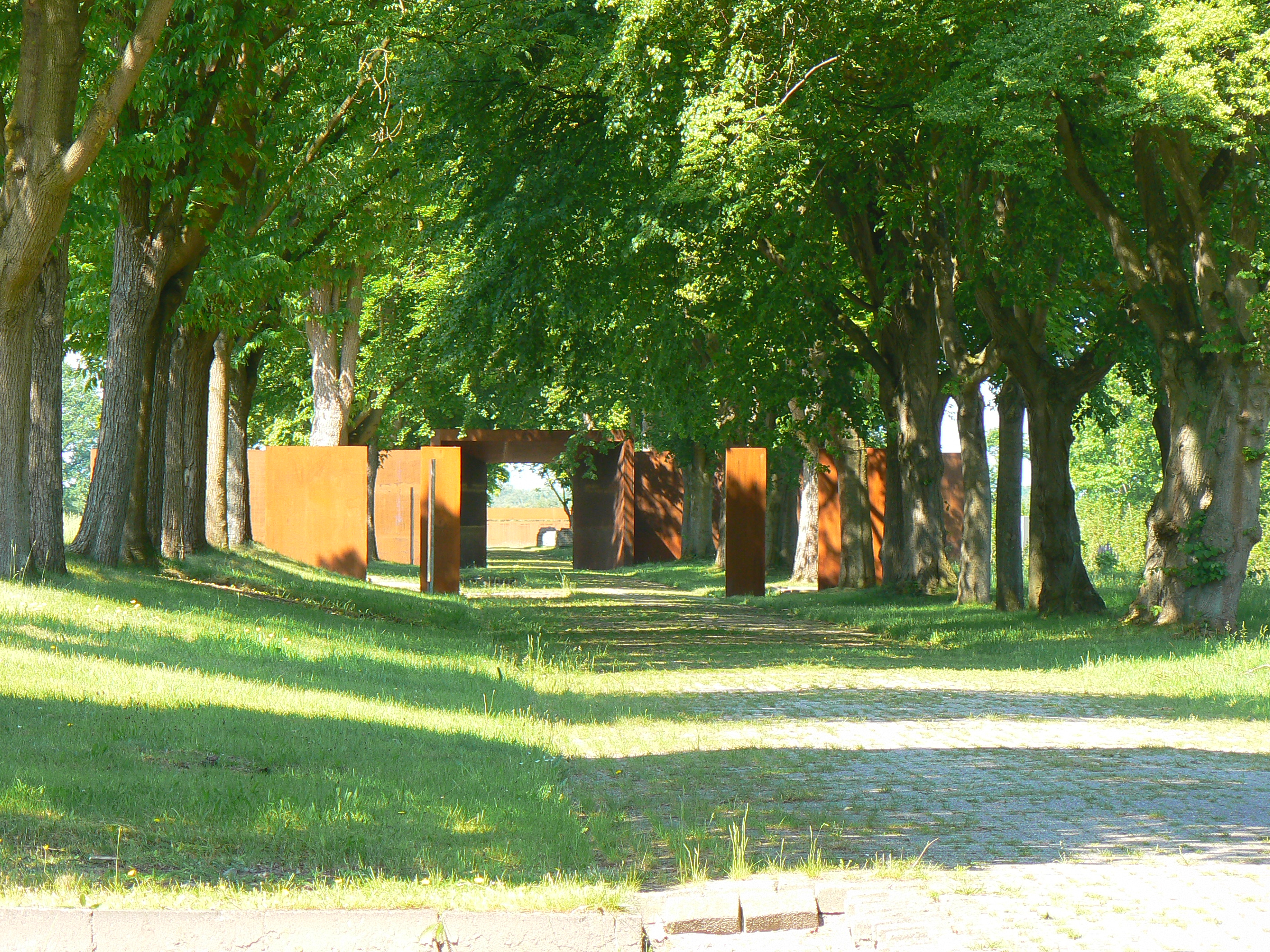
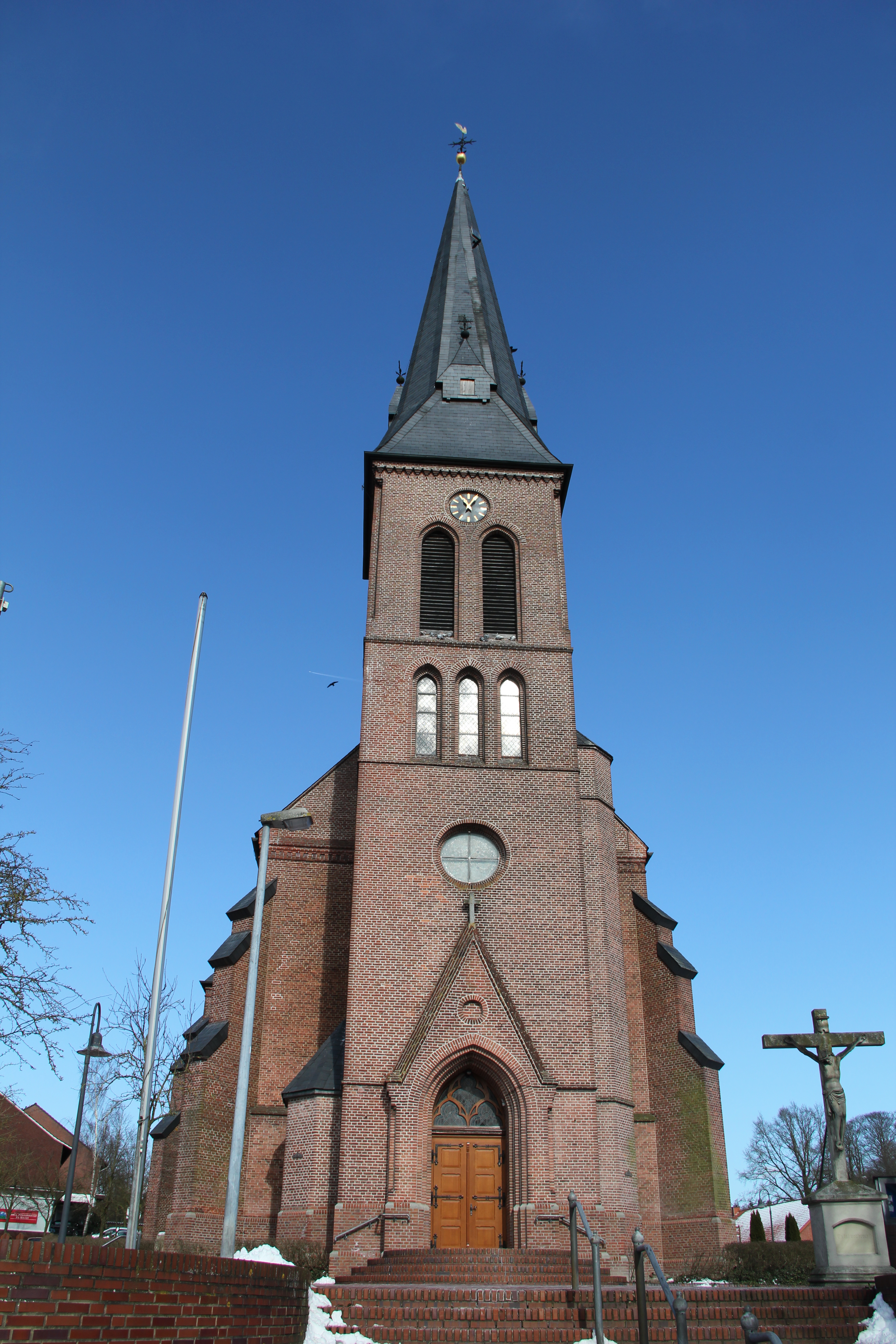